# Montriond (métro de Lausanne)
Montriond est une ancienne station de l'ancienne ligne de chemin de fer à crémaillère Lausanne-Ouchy, située entre la rue Voltaire et l'avenue Édouard Dapples dans le quartier Sous-Gare/Ouchy, à Lausanne, capitale du canton de Vaud. Elle desservait notamment la partie centrale du quartier.
Mise en service en 1877 pour le Lausanne-Ouchy, elle ferme en 2006 lors de la reconstruction de l'ancienne ligne pour devenir la ligne M2 du métro de Lausanne. Au contraire des autres stations de la ligne, elle est supprimée et remplacée par deux nouvelles stations : Délices au sud et Grancy au nord.

## Situation sur le réseau
Établie à 420 mètres d'altitude, la station Montriond était située entre les stations Jordils et Lausanne-Gare de la ligne Lausanne-Ouchy, dont elle constituait l'unique point de croisement des rames.

## Histoire
La première gare de Montriond est mise en service le 16 mars 1877 par la compagnie du Lausanne-Ouchy, lorsqu'elle ouvre à l'exploitation la ligne du funiculaire d'Ouchy au Flon. Après avoir été modernisé dans les années 1950 et transformé en chemin de fer à crémaillère, la ligne est fermée le 22 janvier 2006 pour permettre la construction de la ligne M2 du métro de Lausanne. La station est la seule à ne pas rouvrir : elle est supprimée et remplacée par deux stations entièrement nouvelles, Délices au sud et Grancy au nord,. Son nom avait pour origine la colline de Montriond située à proximité.

Photos de la station
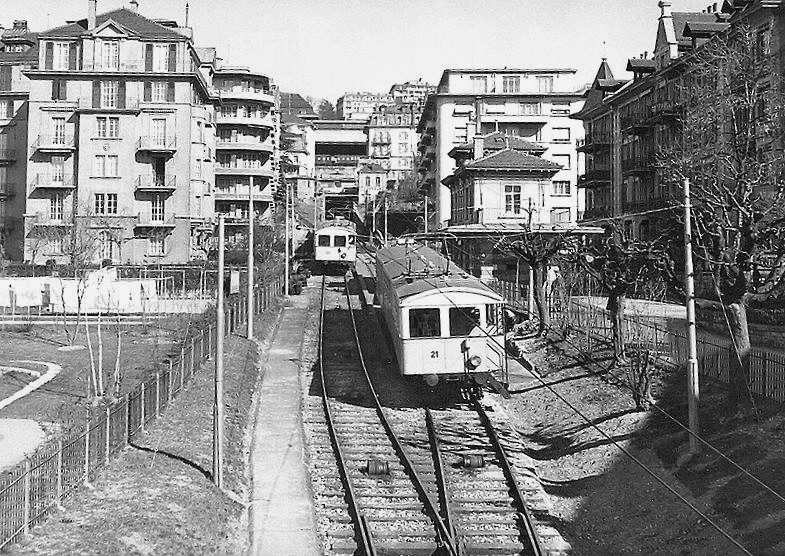
Le funiculaire et le bâtiment voyageurs d'origine.
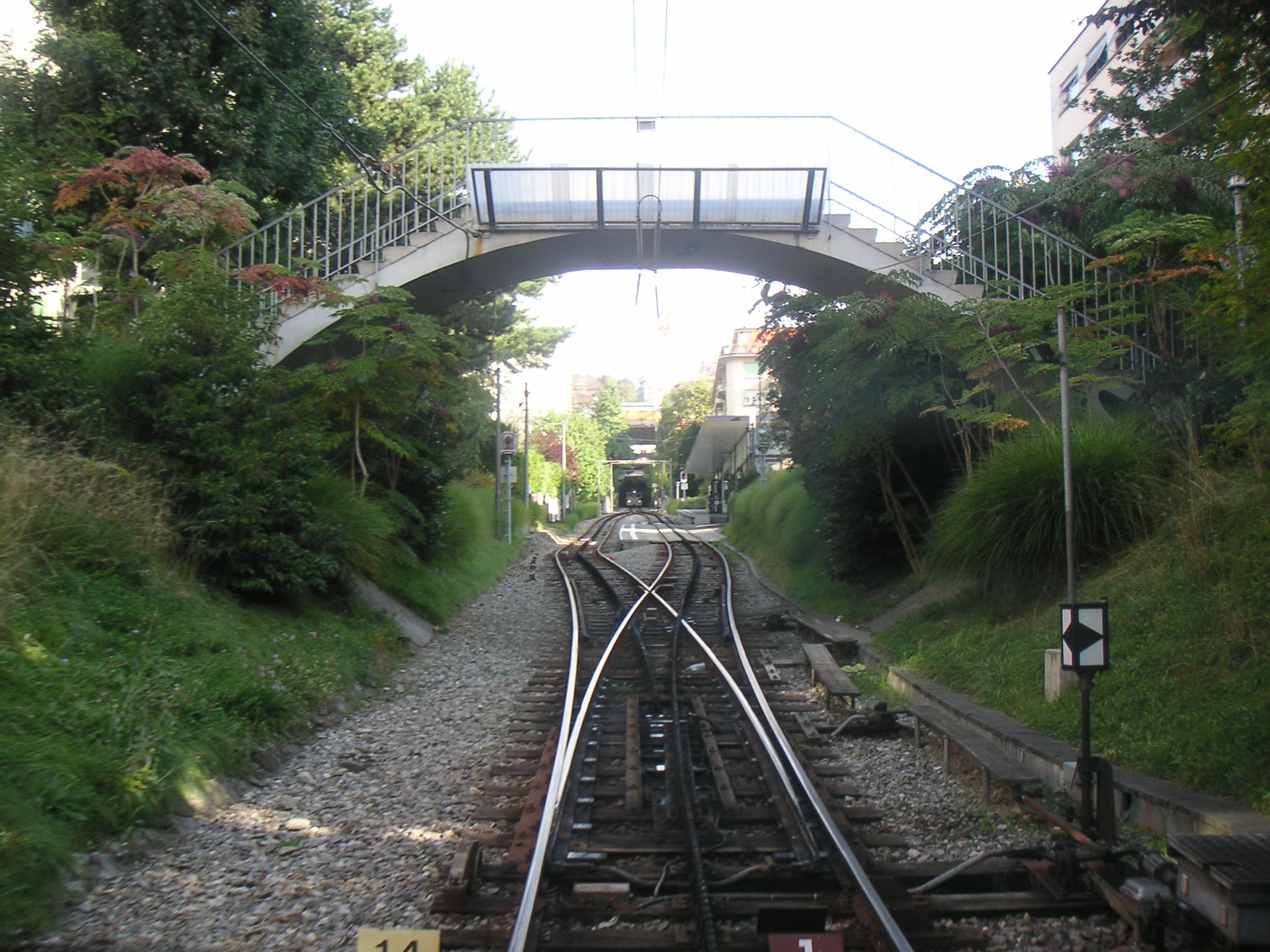
L'entrée de la station depuis Ouchy.
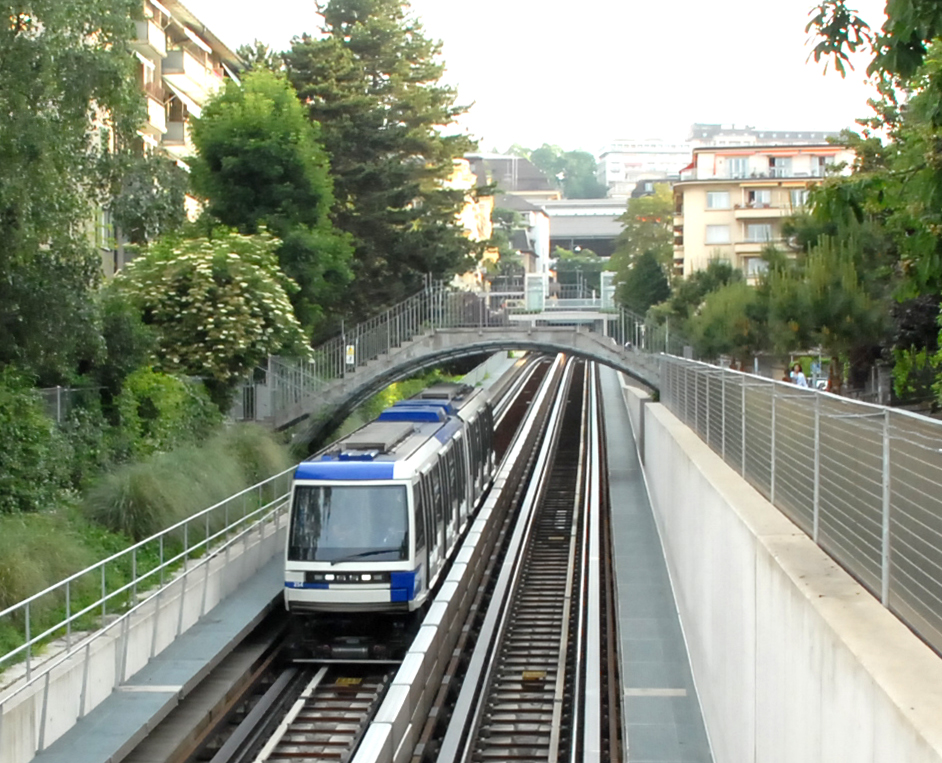
Le site de la station depuis l'ouverture du M2, seule la passerelle piétonne subsiste. Au fond, la station Grancy.

## Service des voyageurs
La station était construite en surface, à hauteur de la passerelle piétonne de la rue Voltaire, et constituait l'unique point de croisement de la ligne. Elle était accessible depuis l'est via le chemin des Délices. La configuration très inhabituelle de la station, un quai central composé essentiellement d'une traversée à niveau, obligeait en semaine la rame montante à entrer en premier afin que sa voie puisse être utilisée comme quai pour la rame descendante ; le week-end, lorsqu'une seule rame circulait,
seule la voie « descendante » était utilisée.
La station était équipée de portes automatiques à la sortie de la zone d'attente, permettant ainsi aux voyageurs sortant de la rame de pouvoir la quitter et de libérer le quai avant que les voyageurs souhaitant y accéder le peuvent, ces derniers étaient alors protégés par un abri durant ce laps de temps, les portes s'ouvraient peu après l'arrivée de la rame. En fonction du sens, deux zones d'attente séparées existaient.

### Encyclopédie spécialisée
- [DEHA97] Michel Dehanne, Michel Grandguillaume, Gérald Hadorn, Sébastien Jarne, Jean-Louis Rochaix et Annette Rochaix, Voies normales privées du Pays de Vaud, Lausanne, BVA, 1997 (ISBN 2-88125-010-6)